# Fontaine du Cirque
La fuente Cirque, también llamada fuente Quatre-Saisons, se encuentra en la parte norte de los jardines de los Campos Elíseos, parte del Carré Marigny, en el VIII Distrito de París. Se instaló en 1839 junto al Cirque d'été, que desde entonces ha sido demolido. Actualmente se encuentra en la allée Jeannine-Worms, cerca del teatro Marigny.

## Histórico
La fuente fue construida en 1839 por el arquitecto Jacques Hittorff y el escultor Jean-Auguste Barre Su estilo es característico de la Restauración y de la Monarquía de Julio. Al igual que las demás fuentes de los jardines de los Campos Elíseos, está realizada en hierro fundido y fue realizada por la fundición Calla. Fue transformado en 1863 por Gabriel Davioud.

## Descripción
El vaso de la fuente, su base y su parte central son idénticos a las otras tres fuentes instaladas en los jardines de los Campos Elíseos: la fuente Diana, la fuente de los Embajadores y la fuente Grille du Coq . Solo varían las partes superiores. En la parte superior de la fuente del Circo, cuatro estatuas de niños representan las Cuatro Estaciones : El verano lleva una gavilla de trigo ; Otoño, racimos de uvas; Invierno, un abrigo y Primavera, dos palomas. La cuenca superior está decorada con cabezas de perros y lobos de las que fluye agua hacia la cuenca inferior. Este cuenco de piedra más grande se colocó sobre un pedestal de bronce octogonal decorado con cuatro delfines y follaje. El agua brota de doce mascarones en efigie de cabezas de león, decoradas con óvulos, entrelazados y follaje, que completan las pequeñas cabezas de león.